# Antawn Jamison
Antawn Cortez Jamison (Shreveport, Louisiana, 12. lipnja 1976.) američki je profesionalni košarkaš. Igra na poziciji krilnog centra, a trenutačno nastupa za NBA momčad Los Angeles Clippersa. Izabran je u 1. krugu (4. ukupno) NBA drafta 1998. od strane Toronto Raptorsa. 

## Rani život i sveučilište
Jamison je u osnovnoj školi Quail Hollow Middle School igrao košarku i američki nogomet. U srednjoj školi Providence High School nastavio je trenirajući košarku, a na posljednjoj godini izabran je u McDonald's All-American momčad. Karijeru je nastavio na sveučilištu North Carolina u Chapel Hillu i ondje proveo tri godine. U sezoni 1997./98. proglašen je sveučilišnim igračem koji je najviše napredovao. Nakon treće sezone odlučio je napustiti sveučilište i prijaviti se na draft. 1. ožujka 2000. njegov dres s brojem 33 umirovljen je na stropu dvorane Dean Smith Centera. Time je postao tek sedmim igračem u povijesti sveučilišta s umirovljenim brojem. 

## NBA

### Golden State Warriors
Toronto Raptorsi Jamisona su izabrali kao četvrti izbor NBA drafta 1998., ali je naknadno mijenjan u Golden State Warriorse za nekadašnjeg sveučilišnog suigrača i prijatelja Vincea Cartera. U Warriorsima je proveo pet sezona, a u sezoni 2000./01. bio je treći strijelac lige s rekordnih 24.9 poena po utakmici. 15. kolovoza 2003., Golden State i Dallas Mavericksi obavili su veliku zamjenu koja je uključivala osam igrača. Jamison je zajedno s Dannyjem Fortsonom, Crisom Millseom i Jirijem Welschom stigao u Teksas, odakle je Nick Van Exel zajedno s Evanom Eschmayerom, Popeyem Jonesom i Averyem Johnsonom otišao u Kaliforniju.

### Dallas Mavericks
Jamison je odlaskom u Maverickse po prvi puta u karijeri izborio doigravanje, a iste je sezone dobio nagradu za šestog igrača lige. Nažalost, Mavericksi su u pet utakmica ispali u prvom krugu od Sacramento Kingsa.

### Washington Wizards
Jamison je na kraju sezone neočekivano mjenjan u Washington Wizardse za Jerryja Stackhousea, Christiana Laettnera i budući izbor prvog kruga drafta (kasnije se pokazalo da je to Devin Harris). U sezoni 2004./05. po prvi puta u karijeri je izabran na NBA All-Star, a Wizardsi su sezonu završili s pozitivnim omjerom 45-37. Wizardsi su po prvi puta nakon 1997. izborili doigravanje i stigli do drugog kruga po prvi puta nakon 1982. godine. S američkom reprezentacijom osvojio je brončanu medalju na Svjetskom prvenstvu u Japanu 2006. godine. 2007. ponovo je odveo Wizardse do doigravanja, ali ovaj puta su ispali u prvom krugu od Cleveland Cavaliersa. U sezoni 2007./08. po drugi puta u karijeri izabran je na NBA All-Star. Bio je jedan od samo petorice igrača koji su u prosjeku imali 20 ili više poena, te 10 ili više skokova po utakmici, te je ostvario čak 44 double-double učinaka što mu je rekord karijere. U srpnju 2008. s Wizardsima je potpisao novi četverogodišnji ugovor vrijedan 50 milijuna dolara.

### Cleveland Cavaliers
17. veljače 2010. Jamison je mijenjan u Cleveland Cavalierse kao dio velike zamjene u kojoj su sudjelovali tri momčadi. U prvom susretu protiv Charlotte Bobcatsa bilježi samo 2 poena i to iz slobodnih bacanja, a šut mu je bio katastrofalnih 0-12. U drugom susretu protiv Orlando Magica Antawn popravlja utisak s 19 poena. Cleveland Cavaliersi su se plasirali u doigravanje uz najbolji skor u istočnom dijelu Amerike (61-21). Cavaliersi pobjeđuju Bullse u 5 mečeva, ali gube od Boston Celticsa s 4:2. Samo sedam dana nakon ispadanja iz doigravanja, Jamisonov suigrač LeBron James, prelazi u Miami gdje se pridružuje Dwyaneu Wadeu i Chrisu Boshu. 
U sezoni 2010./11. Cleveland je imao veoma malo uspjeha uz skor 19-63. Izjednačili su vlastiti NBA rekord od 26 poraza zaredom. U siječnju 2011. Jamison izjavljuje da je razmišljao o povlačenju, a da bi mu sezona 2011./12. mogla biti posljednja. 27. veljače, u porazu od Philadelphie Antawn se ozljedio te je operiran. Zbog operacije je propustio ostatak sezone. U 14 sezoni u karijeri, sezoni 2011./12. bilježio je 17.2 poena i 6.3 skokova, ali je imao i najslabiji šut u karijeri (40.3%).

### Los Angeles Lakers
25. srpnja 2012. Jamison je potpisao ugovor s Los Angeles Lakersima. 30. listopada u susretu protiv Denver Nuggetsa, Jamison je postigao rekord od 33 poena i 12 skokova, a time je postao prvi igrač Lakersa posle O'Neala koji je imao preko 30 poena i 10 skokova, a igrao je kao pričuva. Ipak ga trener Mike D'Antoni nije koristio za višestruku igru, prije svega zbog nedosljednog šuta. 4. siječnja 2013. protiv Los Angeles Clippersa, prvi put nakon šest susreta je počeo s klupe. 6. siječnja u prvoj četvrtini protiv Denver Nuggetsa, pogodio je iz skoka za prve poene od 13. prosinca. Igrao je četiri minute prije nego što je izašao i čitav susret sjedio na klupi. Ušao je u planove trenera tek nakon što je Pau Gasol ozljedio stopalo. Nakon lošeg odnosa na početku, komunikacija s Mike D'Antoniem se značajno poboljšala.

### Los Angeles Clippers
28. kolovoza 2013., Jamison je potpisao jednogodišnji ugovor s Los Angeles Clippersima. Objavljeno je da će zaraditi 1,3 milijuna dolara.

## NBA statistika

### Regularni dio
| Godina    | Klub         | Odig. uta. | Uta. poč. | Min. | 2P%  | 3P%  | Sl. bac.% | Skok. | Asist. | Ukr. lop. | Blok. | Poena |
| --------- | ------------ | ---------- | --------- | ---- | ---- | ---- | --------- | ----- | ------ | --------- | ----- | ----- |
| 1998./99. | Golden State | 47         | 24        | 22.5 | .452 | .300 | .588      | 6.4   | .7     | .8        | .3    | 9.6   |
| 1999./00. | Golden State | 43         | 41        | 36.2 | .471 | .286 | .611      | 8.3   | 2.1    | .7        | .3    | 19.6  |
| 2000./01. | Golden State | 82         | 82        | 41.4 | .442 | .302 | .715      | 8.7   | 2.0    | 1.4       | .3    | 24.9  |
| 2001./02. | Golden State | 82         | 82        | 37.0 | .447 | .324 | .734      | 6.8   | 2.0    | .9        | .6    | 19.7  |
| 2002./03. | Golden State | 82         | 82        | 39.3 | .470 | .311 | .789      | 7.0   | 1.9    | .9        | .6    | 22.2  |
| 2003./04. | Dallas       | 82         | 2         | 29.0 | .535 | .400 | .748      | 6.3   | .9     | 1.0       | .4    | 14.8  |
| 2004./05. | Washington   | 68         | 68        | 38.3 | .437 | .341 | .760      | 7.6   | 2.3    | .8        | .2    | 19.6  |
| 2005./06. | Washington   | 82         | 80        | 40.1 | .442 | .394 | .731      | 9.3   | 1.9    | 1.1       | .2    | 20.5  |
| 2006./07. | Washington   | 70         | 70        | 38.0 | .450 | .364 | .736      | 8.0   | 1.9    | 1.1       | .5    | 19.8  |
| 2007./08. | Washington   | 79         | 79        | 38.7 | .436 | .339 | .760      | 10.2  | 1.5    | 1.3       | .4    | 21.4  |
| 2008./09. | Washington   | 81         | 81        | 38.2 | .468 | .351 | .754      | 8.9   | 1.9    | 1.2       | .3    | 22.2  |
| 2009./10. | Washington   | 41         | 41        | 38.9 | .420 | .345 | .700      | 8.8   | 1.3    | 1.0       | .2    | 20.5  |
| 2009./10. | Cleveland    | 25         | 23        | 32.4 | .485 | .342 | .506      | 7.7   | 1.3    | 1.1       | .5    | 15.8  |
| 2010./11. | Cleveland    | 56         | 38        | 32.9 | .427 | .346 | .731      | 6.7   | 1.7    | .9        | .5    | 17.2  |
| 2011./12. | Cleveland    | 65         | 65        | 33.1 | .403 | .341 | .683      | 6.3   | 2.0    | .8        | .7    | 17.2  |
| 2012./13. | Lakers       | 76         | 6         | 21.5 | .464 | .361 | .691      | 4.8   | .7     | .4        | .3    | 9.4   |
| Ukupno    |              | 1061       | 864       | 35.2 | .452 | .347 | .725      | 7.6   | 1.7    | 1.0       | .4    | 18.8  |
| All-Star  |              | 2          | 0         | 12.5 | .375 | .333 | .000      | 2.5   | .5     | .0        | .5    | 3.5   |

### Doigravanje
| Godina | Klub       | Odig. uta. | Uta. poč. | Min. | 2P%  | 3P%  | Sl. bac.% | Skok. | Asist. | Ukr. lop. | Blok. | Poena |
| ------ | ---------- | ---------- | --------- | ---- | ---- | ---- | --------- | ----- | ------ | --------- | ----- | ----- |
| 2004.  | Dallas     | 5          | 0         | 21.8 | .456 | .250 | .733      | 5.0   | .4     | 1.0       | .4    | 13.0  |
| 2005.  | Washington | 10         | 10        | 38.0 | .451 | .500 | .688      | 6.3   | 1.2    | .7        | .4    | 18.5  |
| 2006.  | Washington | 6          | 6         | 42.2 | .424 | .313 | .778      | 7.2   | 3.0    | 1.0       | .3    | 19.2  |
| 2007.  | Washington | 4          | 4         | 43.3 | .476 | .346 | .750      | 9.8   | 1.3    | .5        | 1.0   | 32.0  |
| 2008.  | Washington | 6          | 6         | 39.5 | .406 | .280 | .571      | 12.0  | 1.0    | 1.3       | 1.3   | 16.8  |
| 2010.  | Cleveland  | 11         | 11        | 34.1 | .467 | .256 | .732      | 7.4   | 1.3    | .6        | 1.0   | 15.3  |
| 2013.  | Lakers     | 4          | 0         | 19.8 | .435 | .417 | .667      | 1.8   | .3     | .3        | .5    | 7.3   |
| Ukupno |            | 46         | 37        | 34.9 | .448 | .341 | .706      | 7.2   | 1.3    | .8        | .7    | 17.2  |

## Vanjske poveznice
- Službena stranica
- Profil na NBA.com
- Profil  Arhivirana inačica izvorne stranice od 4. travnja 2013. (Wayback Machine) na Basketball-Reference.com